# ジョン・ウォーカー (薬剤師)

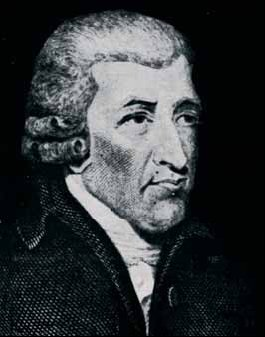
John Walker

ジョン・ウォーカー（John Walker、1781年5月29日 - 1859年5月1日）は、イギリスの化学者、発明家である。1826年に塩素酸カリウムと硫化アンチモンの混合物を発火剤とした摩擦マッチを発明した。
1819年に英国東北部のストックトン・オン・ティーズに薬局を開店した。1826年に偶然摩擦による発火を発見し、1827年に 'friction lights' の名称で摩擦マッチの販売を始め、多くを売り上げた。評判をきいたマイケル・ファラデーによって特許の取得を勧められたが、薬剤師であることを選び、特許の申請をしなかった。1829年には模倣者があらわれ、1830年か1831年にはマッチの販売をやめた。ウォーカーのマッチは塩素酸カリウムと硫化アンチモンの混合物をゴム糊でまぜたものを軸木に塗ったもので、着火性が悪く、フランスのソーリアの発明した黄燐マッチに変わっていった。
植物学者としてその地方では有名であり、鉱物学の研究や化学実験もおこなった。